# 聖羅薩區 (拉馬爾省)
12°41′16″S 73°44′45″W / 12.6877°S 73.7459°W
聖羅薩區（西班牙語：Distrito de Santa Rosa），是秘魯的一個區，位於該國中南部阿亞庫喬大區的拉馬爾省，始建於1992年11月6日，面積372.3平方公里，海拔高度730米，2005年人口10,717，人口密度每平方公里29人。